# Powiat de Rawicz
Pour les articles homonymes, voir Rawicz (homonymie).
Le powiat de Rawicz (en polonais : powiat rawicki) est un powiat appartenant à la voïvodie de Grande-Pologne dans le centre-ouest de la Pologne.
Elle est née le 1er janvier 1999, à la suite des réformes polonaises de gouvernement local passées en 1998. 
Le siège administratif du powiat est la ville de Rawicz, qui se trouve à 88 kilomètres au sud de Poznań, capitale de la voïvodie de Grande-Pologne. Le powiat possède trois autres villes, Miejska Górka, située à 9 kilomètres au nord-est de Rawicz, Bojanowo, située à 13 kilomètres au nord-ouest de Rawicz, et Jutrosin, située à 22 kilomètres à l'est de Rawicz.
Le district couvre une superficie de 553,52 kilomètres carrés. En 2010, sa population totale est de 60 056 habitants, avec une population pour la ville de Rawicz de 21 183 habitants (en 2011), pour la ville de Miejska Górka de 3 169 habitants (en 2009), pour la ville de Bojanowo de 2 960 habitants (en 2009), pour la ville de Jutrosin de 1 947 habitants (en 2014), et une population rurale de 30 060 habitants.

## Division administrative

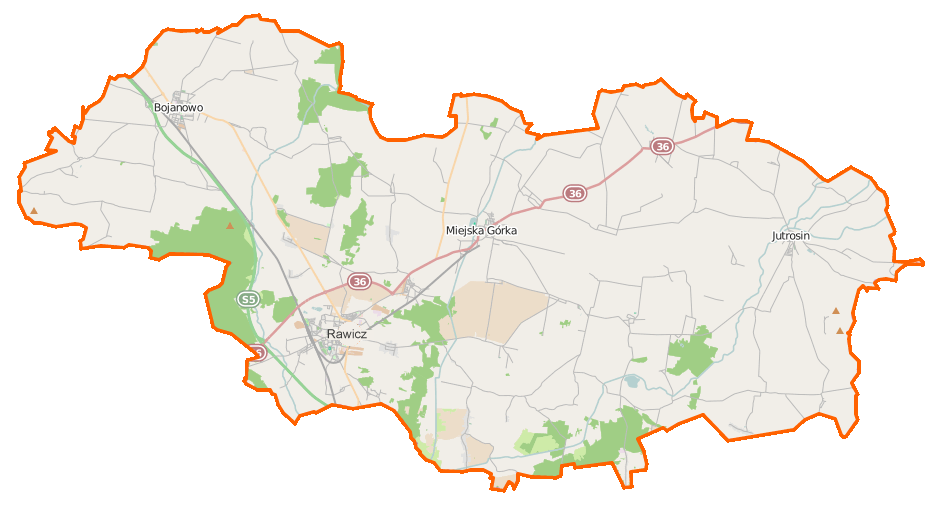
Plan du powiat.

Le powiat de Rawicz comprend 5 communes :
- 4 communes urbaines-rurales : Bojanowo, Jutrosin, Miejska Górka et Rawicz ;
- 1 commune rurale : Pakosław.

Celles-ci sont inscrites dans le tableau suivant, dans l'ordre décroissant de la population.
| Gmina         | Type         | Superficie (km²) | Population (2006) | Siège         |
| Rawicz        | urbain-rural | 133,6            | 29 434            | Rawicz        |
| Miejska Górka | urbain-rural | 103,6            | 9 283             | Miejska Górka |
| Bojanowo      | urbain-rural | 123,5            | 8 938             | Bojanowo      |
| Jutrosin      | urbain-rural | 114,9            | 7 070             | Jutrosin      |
| Pakosław      | rural        | 77,5             | 4 650             | Pakosław      |

## Démographie
Données du 30 juin 2005 :
| Description | Total  | Total | Femmes | Femmes | Hommes | Hommes |
| ----------- | ------ | ----- | ------ | ------ | ------ | ------ |
| Unité       | Nombre | %     | Nombre | %      | Nombre | %      |
| Population  | 59 221 | 100   | 30 167 | 50,94  | 29 054 | 49,06  |
| Urbain      | 29 327 | 49,52 | 15 346 | 25,91  | 13 981 | 23,61  |
| Rural       | 29 894 | 50,48 | 14 821 | 25,03  | 15 073 | 25,45  |

## Histoire
De 1975 à 1998, les différents gminy du powiat actuelle appartenait administrativement   à la voïvodie de Leszno.

Le powiat de Rawicz est créée le 1er janvier 1999, à la suite des réformes polonaises de gouvernement local passées en 1998 et est rattachée à la voïvodie de Grande-Pologne.